# Monte-Cristo (zámek)
Zámek Monte-Cristo (francouzsky Château de Monte-Cristo) je zámek ve Francii. Nachází se v obci Le Port-Marly v departementu Yvelines. Zámek si nechal postavit francouzský spisovatel Alexandre Dumas starší. Stavba je od roku 1975 chráněná jako historická památka. V roce 1994 zde bylo otevřeno muzeum. Jeho název je odvozen od světoznámého Dumasova románu Hrabě Monte Cristo.

## Historie
Zámek postavil v letech 1844–1847 architekt Hippolyte Durand na přání Alexandra Dumase. Součástí zámku je i zámecký park o rozloze 9 ha v anglickém stylu.
Po krachu Dumasova divadla byl Dumas z důvodu nedostatku peněz nucen prodat zámek již v roce 1848. Opuštěný zámek téměř zmizel v 60. letech 20. století kvůli plánům na novou výstavbu.
Zámek však byl zachráněn a renovován díky sponzorství marockého krále Hasana II., který financoval obnovu maurského salónu. Od roku 1994 je zámek zpřístupněn veřejnosti jako muzeum, které prezentuje život a dílo Alexandra Dumase. Muzeum vlastní a provozuje Syndikát Monte-Cristo, který založily sousední obce Le Port-Marly, Marly-le-Roi a Le Pecq.

## Galerie

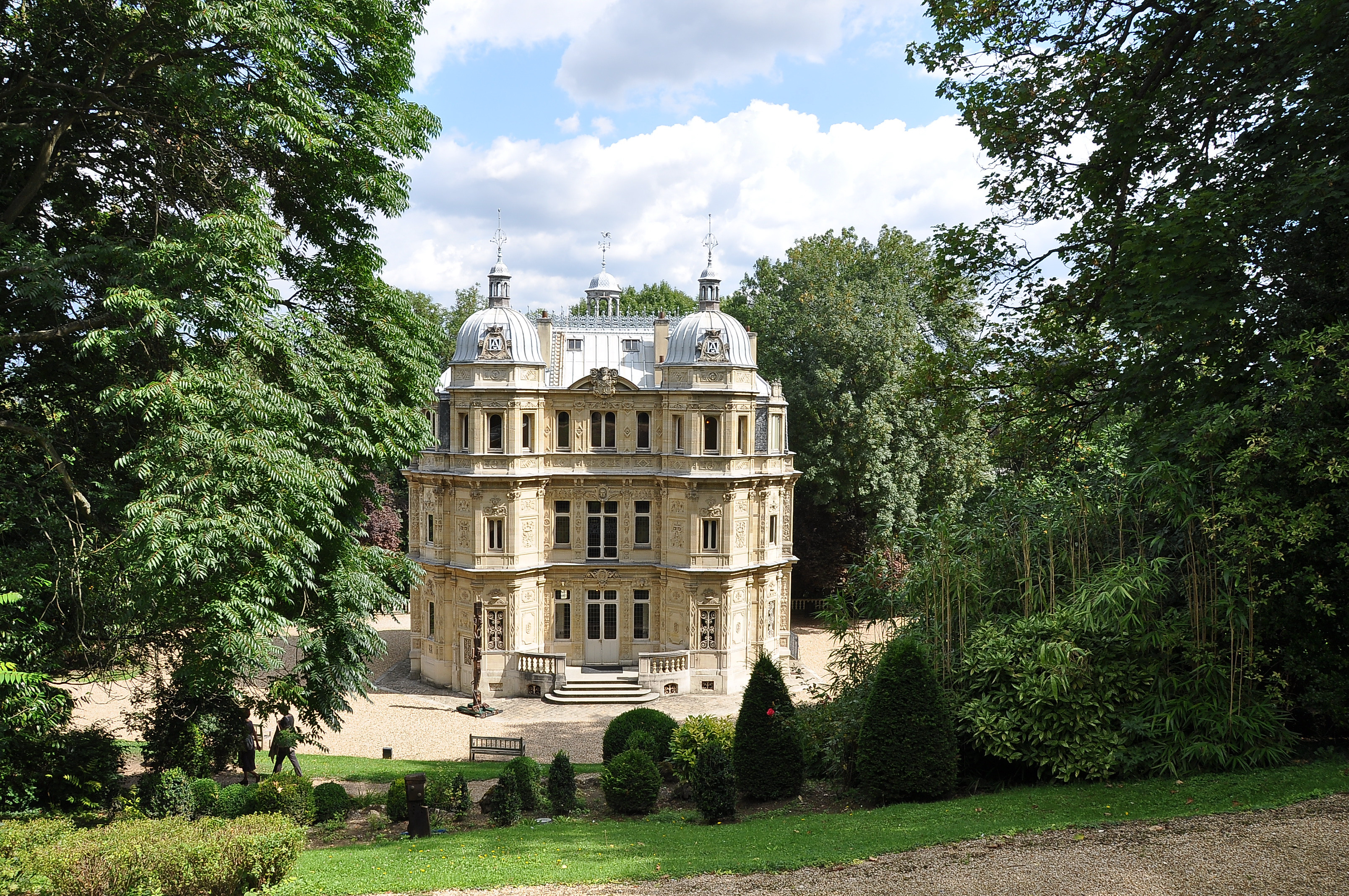
Château de Monte-Cristo, hlavní budova
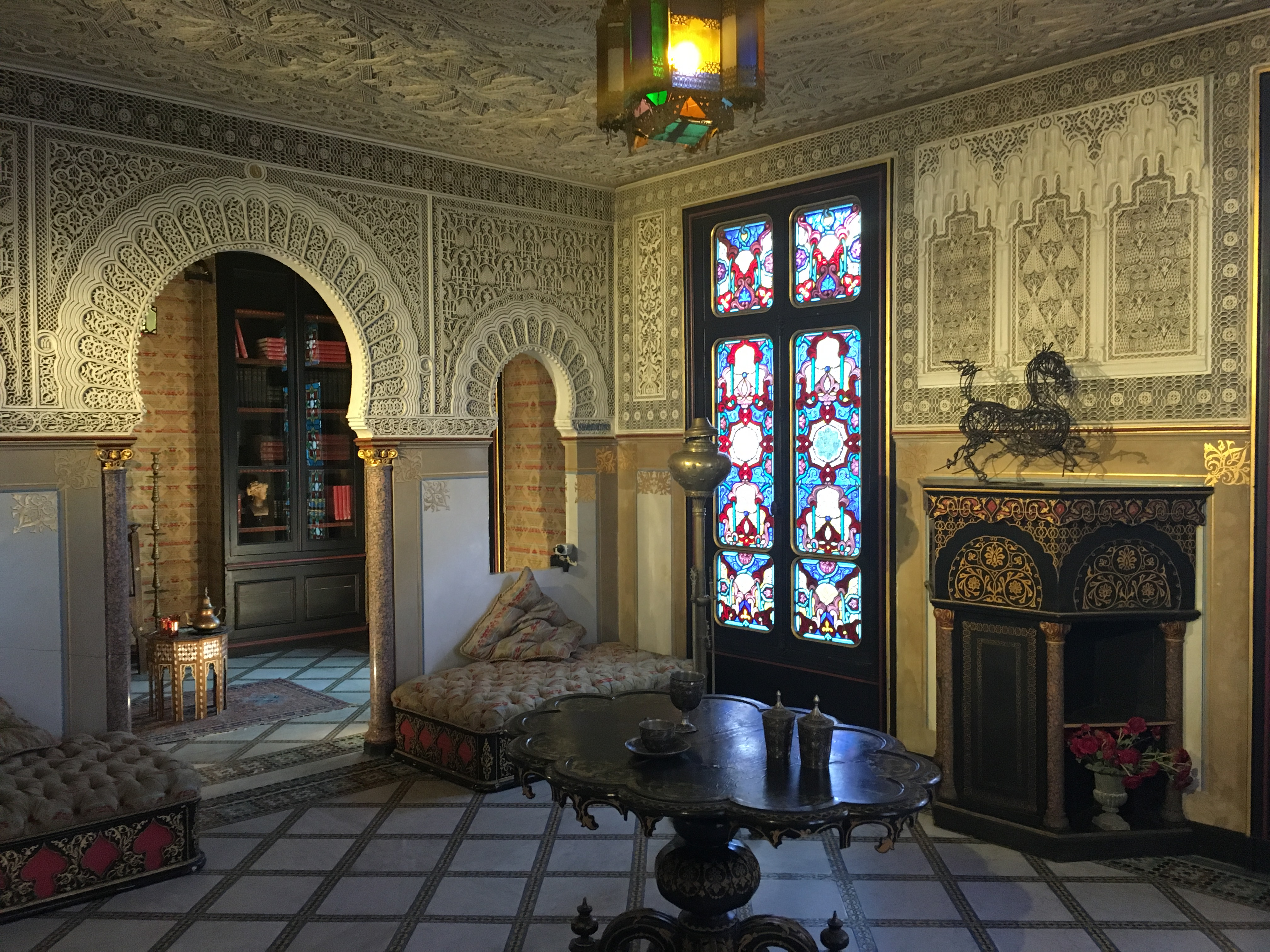
Zrenovovaný maurský salón
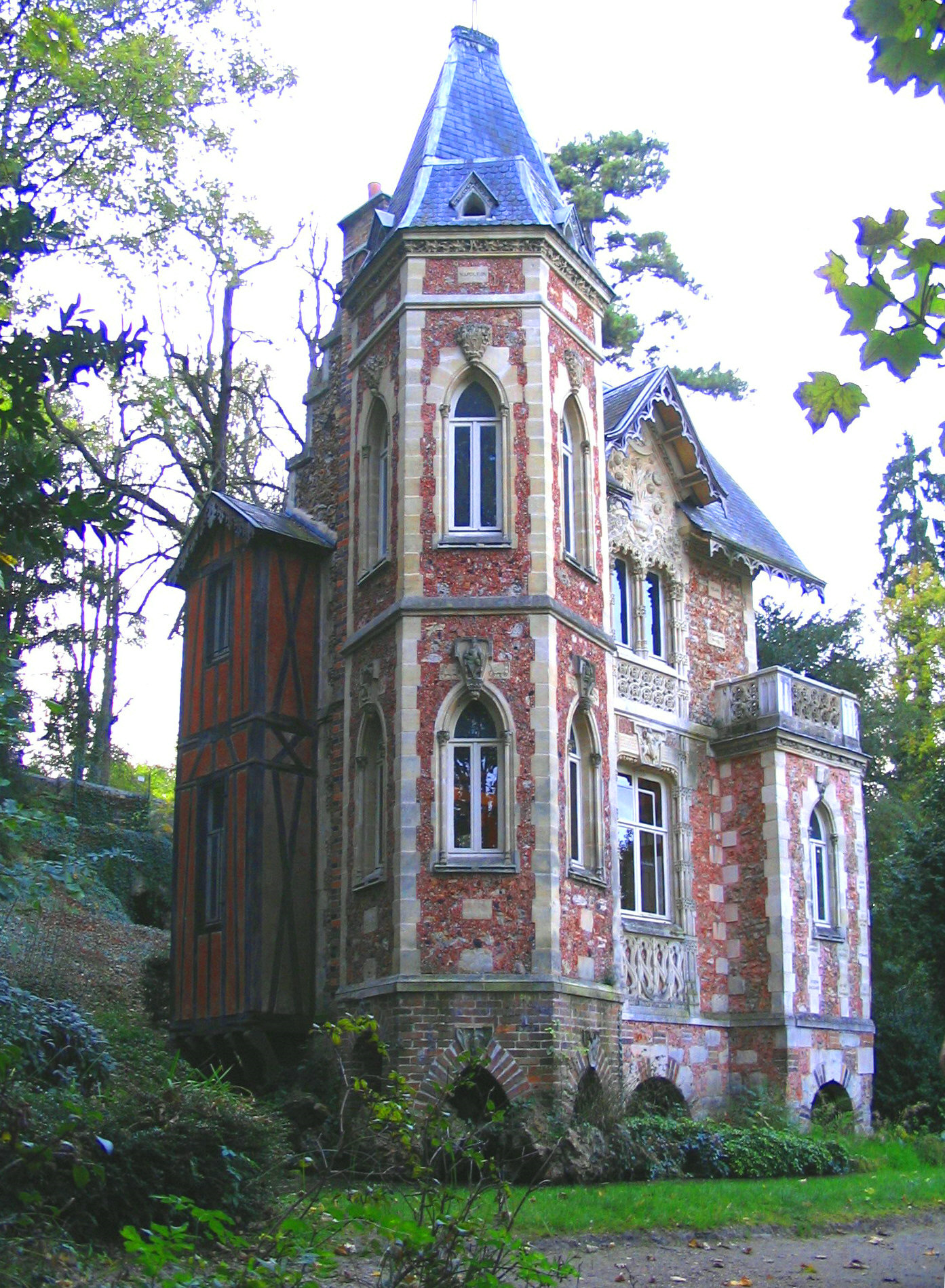
Oddělená budova, která sloužila jako spisovatelský ateliér, který Dumas pojmenoval jako Château d'If
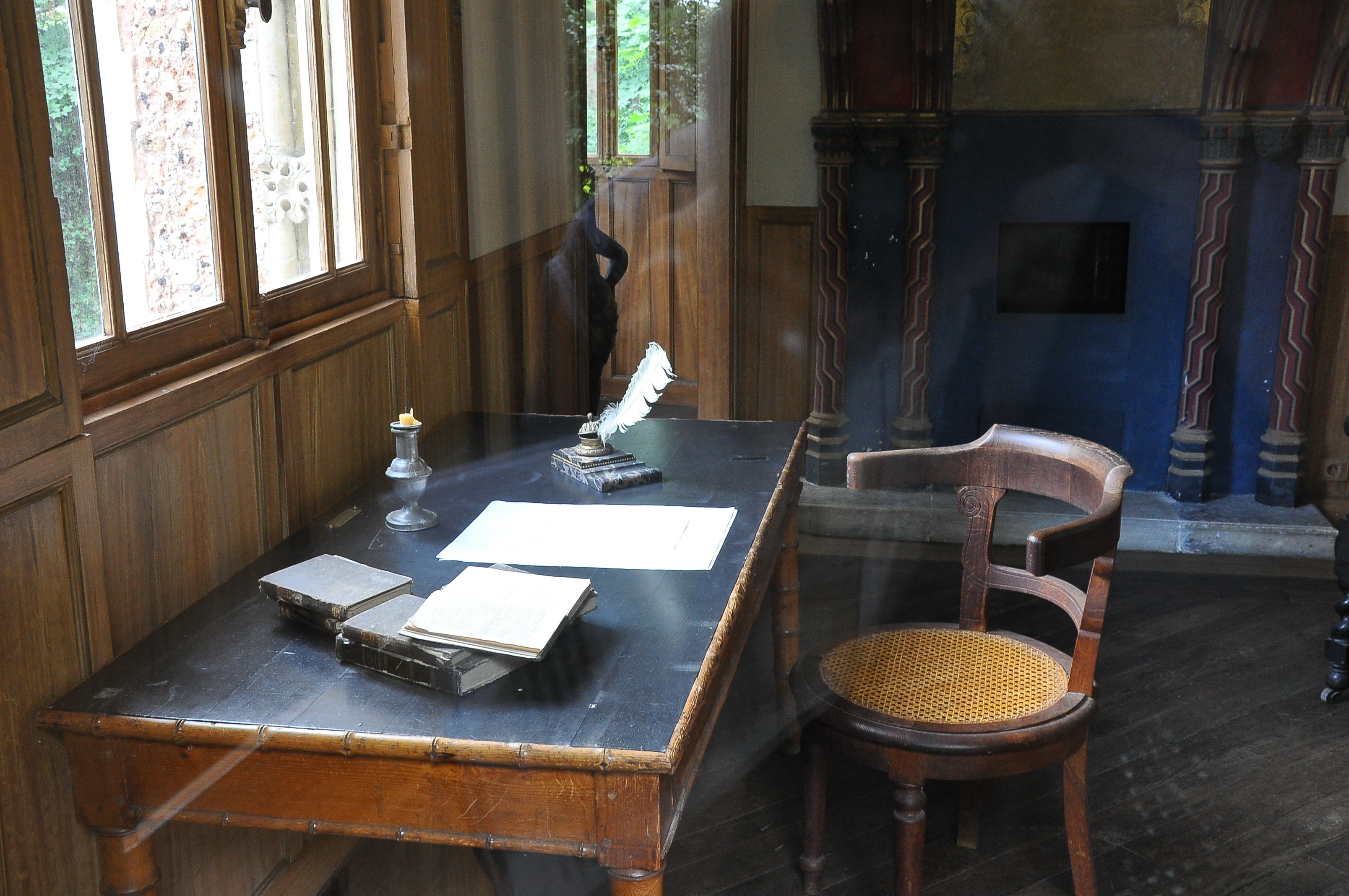
Pracovní stůl Alexandra Dumase v Château d'If
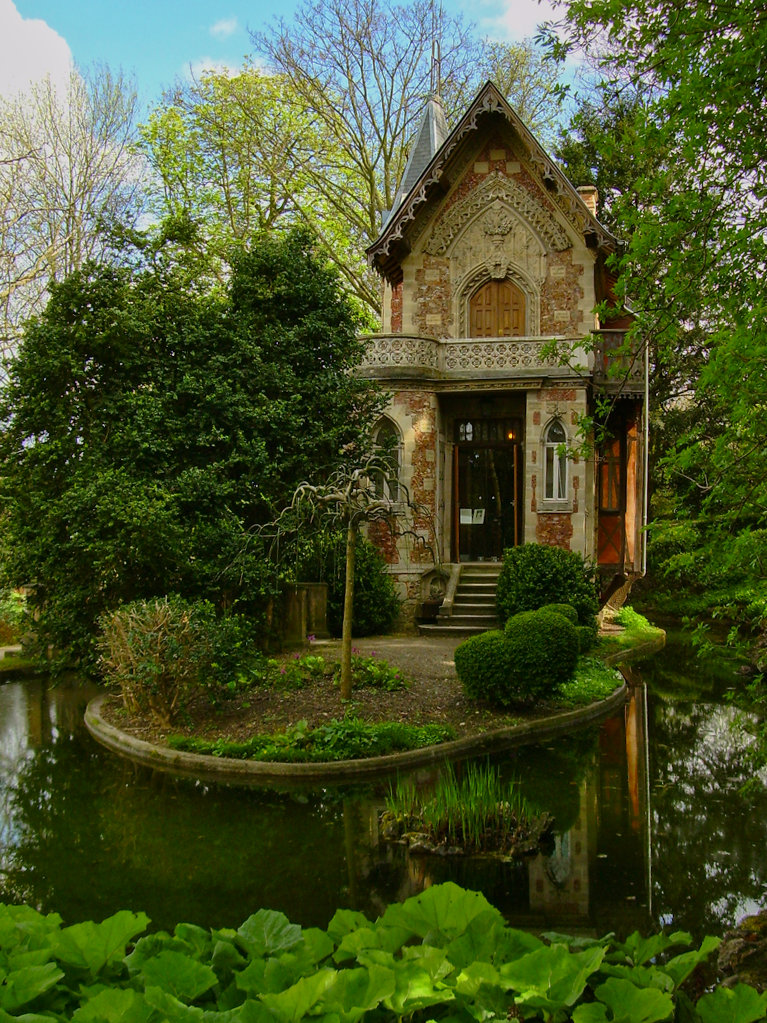
Château d'If
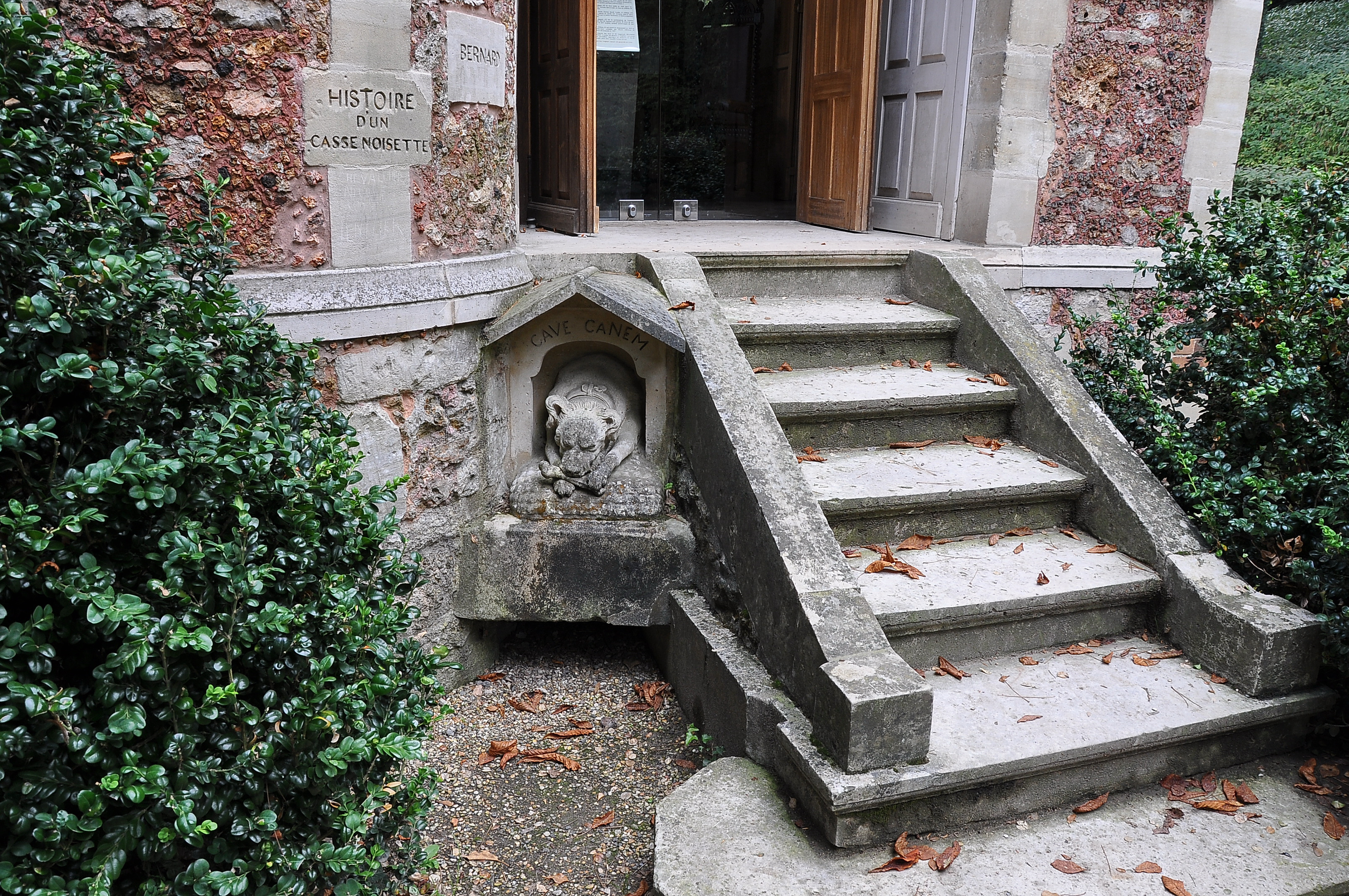
Dekorované schody v Château d'If
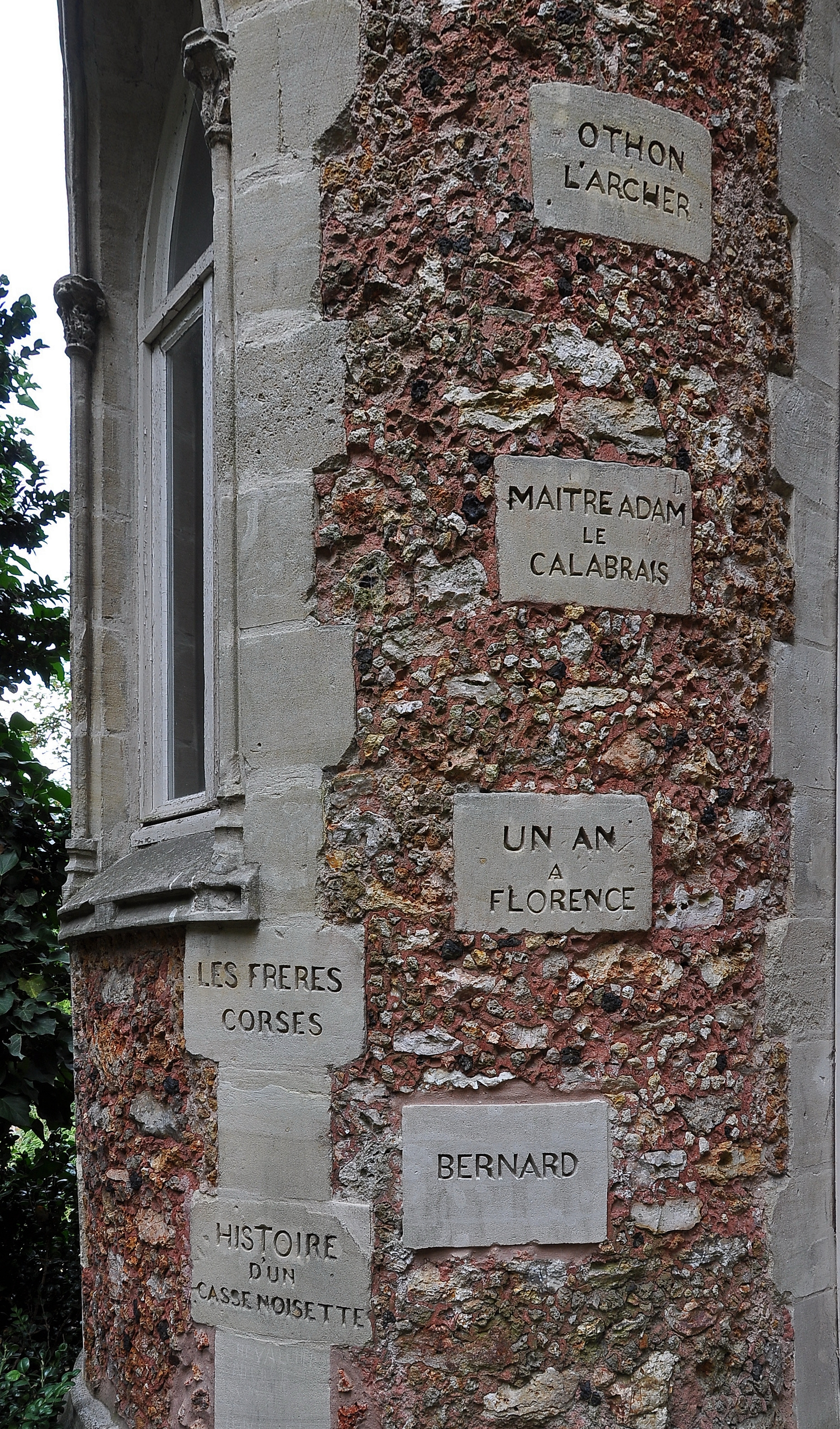
Názvy 88 autrových děl vyrytých do zdí Château d'If
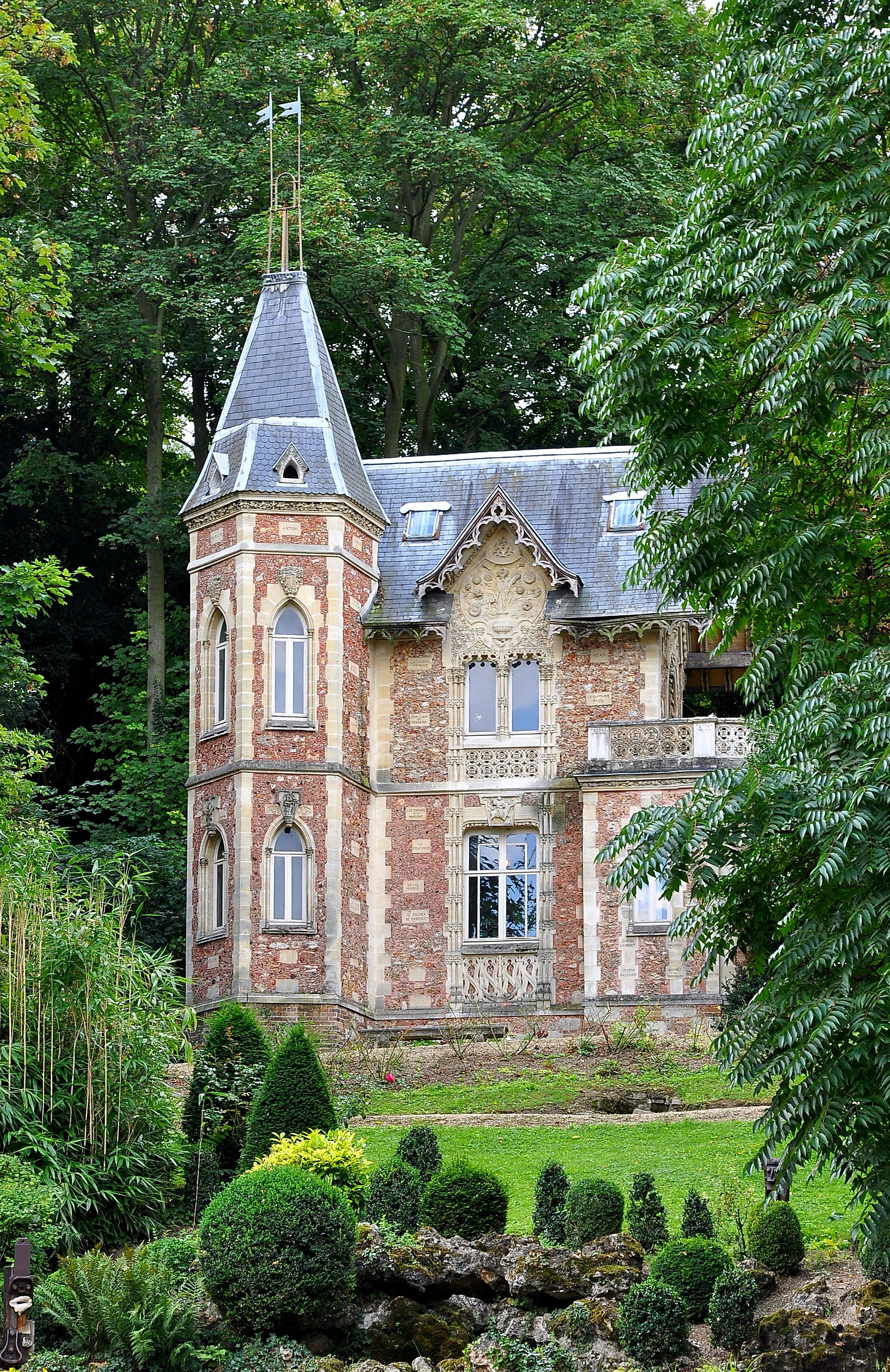
Pohled na Chateau d'If z Château de Monte-Cristo
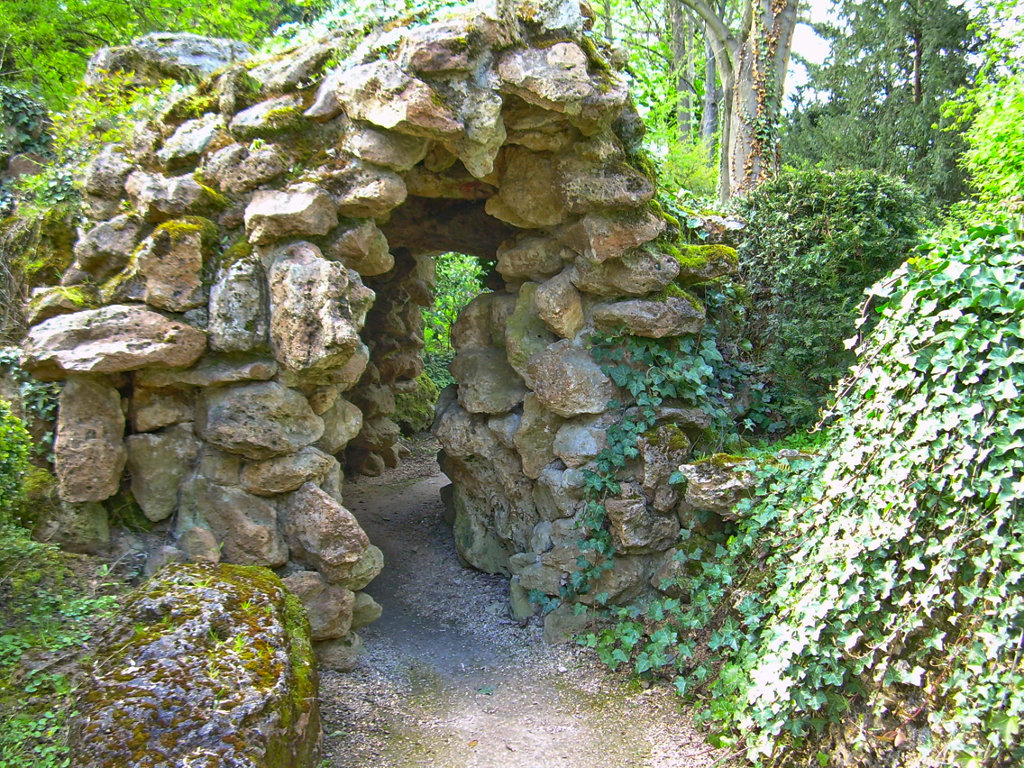
Grotta v zahradě